# L'Île-d'Anticosti
Pour les articles homonymes, voir Anticosti.
L'Île-d'Anticosti est une municipalité du Québec située dans la municipalité régionale de comté (MRC) de la Minganie, dans la région administrative de la Côte-Nord, au Québec, Canada. Le territoire de la municipalité couvre la totalité de l'île d'Anticosti située dans le golfe du Saint-Laurent. La majorité de sa population habite le village de Port-Menier.
Le principal attrait de la municipalité est le parc national d'Anticosti situé au centre de l'île.

## Histoire
En mars 1680, l'île devient une seigneurie et est confiée à l'explorateur Louis Jolliet. Puis, de 1763 jusqu'à la Confédération canadienne, la propriété de l'île fut partagée entre la province du Bas-Canada et la colonie de Terre-Neuve. En 1854, la seigneurie est abolie.
Par la suite, l'île passe aux mains de plusieurs intérêts particuliers. Pendant ce temps, en 1882, on procéda à l'érection canonique d'une paroisse qui prendra le nom de Notre-Dame-de-l'Assomption. Quelques villages sont fondés dont l'Anse-aux-Fraises, la Baie-des-Anglais et la Baie-du-Renard.
Henri Menier, un chocolatier français, fait l’acquisition de l’île en 1895. Il fait transporter sur l’île des cerfs de Virginie, des renards à fourrure, des bisons afin d’y créer une réserve de chasse destinée à l’élite internationale. En 1900, Menier fonde Baie-Ellis qui deviendra Port-Menier. Le village se trouve le long de la plage et il y construit un quai de 1 000 mètres. La création d'une entité municipale sur l'île remonte seulement à 1902. Auparavant, le territoire était sous la juridiction du comté de Saguenay. À cette époque, aucun conseil municipal n'existait.
Le 15 décembre 1974, l'île est achetée de Power Corporation par le gouvernement du Québec.
En 1984, la municipalité de l'Île-d'Anticosti est constituée.

## Géographie

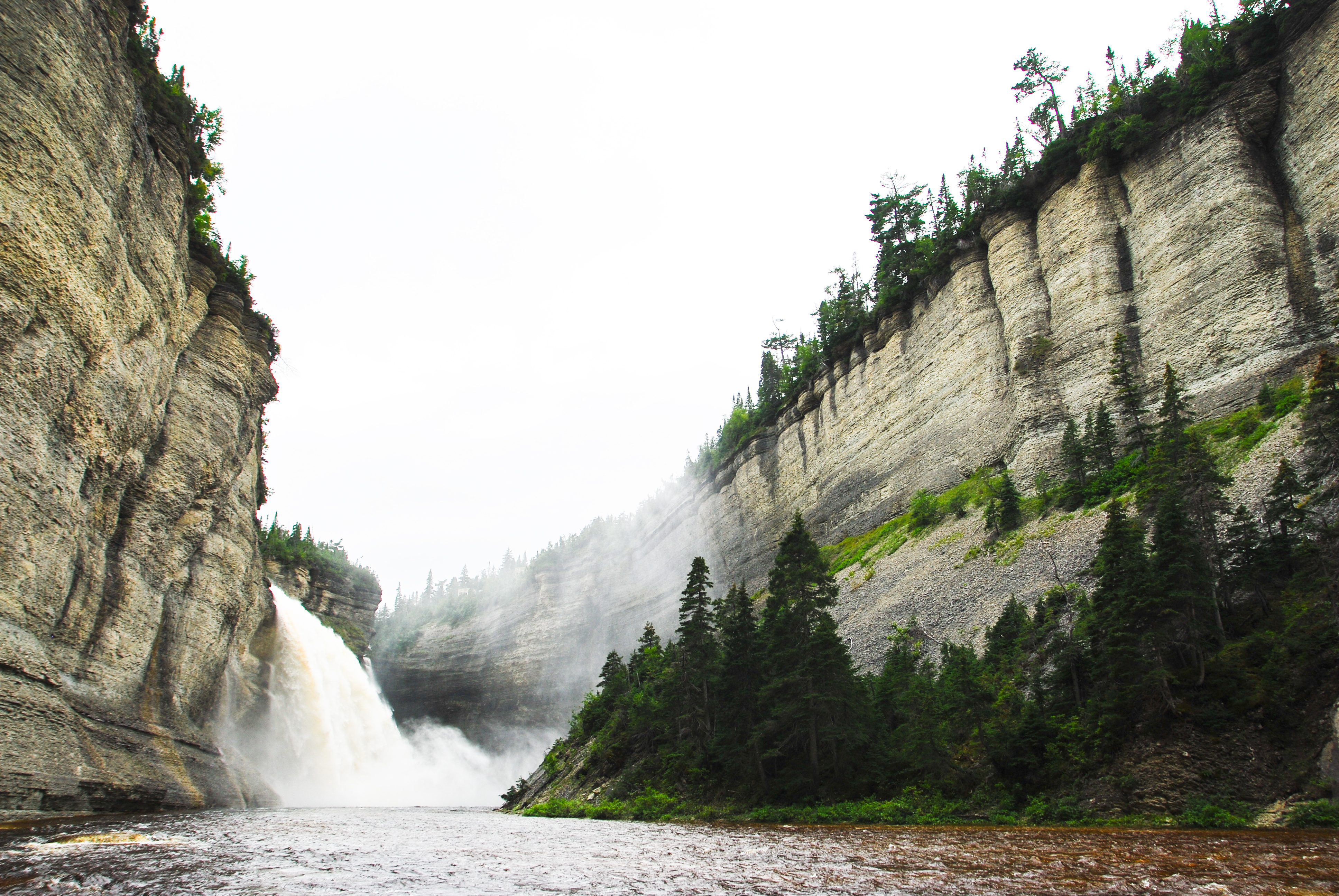
Parois du Canyon de la Vauréal, rivière et chute Vauréal.

## Démographie
La population de l'île varie tout au long de l'année, le tourisme entourant les activités de plein-air amenant des habitants saisonniers. La population permanente est cependant évaluée à environ 250 habitants.
Les renseignements démographiques suivants concernent l'île entière (dont la localité de Port-Menier) et sont les plus récents disponibles auprès de Statistiques Canada.
| 1991 | 1996 | 2001 | 2006 | 2011 | 2016 | 2021 |
| ---- | ---- | ---- | ---- | ---- | ---- | ---- |
| 264  | 263  | 266  | 281  | 240  | 218  | 177  |

### Langues
En 2011, sur une population de 240 habitants, L'Île-d'Anticosti comptait 100 % de francophones.

## Administration
Les élections municipales se font en bloc pour le maire et les quatre conseillers.
| L'Île-d'Anticosti Maires depuis 2001                                                                                 |                          |                 |          |
| Élection | Maire                    | Qualité         | Résultat |
| 2001 | Mario Auclair            |                 | Voir     |
| 2005 | Denis Duteau             |                 | Voir     |
| 2009 | Denis Duteau             | Voir            |          |
| jan. 2013 | Jean-François Boudreault |                 | Voir     |
| 2013 | Jean-François Boudreault | Voir            |          |
| déc. 2015 | Stéfan Tremblay          | Maire-suppléant | Voir     |
| 2016 | John Pineault            |                 | Voir     |
| 2017 | John Pineault            | Voir            |          |
| 2021 | Hélène Boulanger         |                 | Voir     |
| Élection partielle en italique Depuis 2005, les élections sont simultanées dans toutes les municipalités québécoises |                          |                 |          |

## Éducation
La Commission scolaire du Littoral administre l'École St-Joseph (francophone) à Port-Menier.